# Barbara Barrie
Barbara Ann Berman, mais conhecida como Barbara Barrie (Chicago, 23 de maio de 1931) é uma atriz norte-americana.
Em 1980, foi indicada ao Oscar de melhor atriz coadjuvante por seu desempenho em Breaking Away.